# Culpabilidade
Culpabilidade é um elemento integrante do conceito definidor de uma infração penal. A motivação e objetivos subjetivos do agente praticante da conduta ilegal. A culpabilidade aufere, a princípio, se o agente da conduta ilícita é penalmente culpável, isto é, se ele agiu com dolo (intenção), ou pelo menos com imprudência, negligência ou imperícia, nos casos em que a lei prevê como puníveis tais modalidades.
Segundo o Direito Penal, um humano, ao praticar uma conduta ilícita, pode ter culpa lato sensu por suas ações, se a praticou com dolo, isto é, teve intenção e estava consciente de praticar a conduta antijurídica (ato ilícito) pra obter o resultado. Pode ainda haver culpa stricto sensu, quando o agente não tinha a intenção de produzir o ato ilegal, mas, por agir com imprudência, imperícia ou negligência, tornou-se penalmente responsável por seus atos.
A teoria do crime afirma que só se configuram como infrações penais as condutas típicas, ilícitas e culpáveis, sendo que o não cumprimento de um desses requisitos elementares impede que a conduta seja classificada como infração. Assim sendo, um humano que tenha praticado uma conduta típica e ilegal pode não ter culpa alguma, uma vez que não teve por objetivo nada de ilegal ou imoral, nunca buscou o resultado ilícito, apesar de o ter inadvertidamente produzido, e, por fim, não praticou nada em sua conduta manchado por imperícia, imprudência ou negligência, não havendo algo de proibido ou repreensível em sua conduta, pelo qual possa ser penalmente culpável. E sua conduta, não importa a gravidade da lesão ou a importância do bem jurídico atingido, não configura infração penal.
Para que se configure plenamente a culpabilidade, ainda é necessário averiguar a presença dos elementos essenciais da culpabilidade, que são a imputabilidade penal; a potencial consciência da ilicitude do fato; e a exigibilidade de conduta diversa. O não cumprimento de um desses elementos exclui a culpabilidade do agente e a infração resta não configurada.